# 莫宣学
莫宣学（1938年12月—），籍贯广西融水。中国科学院院士，中国地质大学 (北京)教授，博士生导师，中国著名的岩石学家。

## 生平
1960年毕业于北京地质学院地质测量及找矿系并留校任教。1981年－1983年在美国加利福尼亚大学伯克利分校作访问学者。曾担任过任中国地质大学研究生院院长、中国地质大学（北京）副校长、第30届国际地质大会学术委员会副主席等职。现任The Society of Economic Geologists（经济地质学家学会）副主席（主管亚洲地区），《Himalaya Geology》杂志 Editorial Advisory Board 成员等职务。
主要从事岩浆岩岩石学、实验岩石学及岩石物理化学、岩石大地构造等方面的研究，并在在岩浆热力学基础研究、青藏高原研究和“三江”特提斯成矿域岩浆作用与成矿关系研究等领域取得了突出贡献。
1991年被英国剑桥国际名人传记中心录入《国际名人录》。1993年起享受国家政府特殊津贴。2009年当选中国科学院院士。